# 16 novembre
Il 16 novembre è il 320º giorno del calendario gregoriano (il 321º negli anni bisestili). Mancano 45 giorni alla fine dell'anno.

## Eventi
- 1505 - Laura Orsini, figlia di Giulia Farnese e probabilmente di papa Alessandro VI, sposa Nicola Franciotti della Rovere, con una dote di 30.000 ducati
- 1532 - Francisco Pizarro e i suoi uomini catturano con l'inganno l'imperatore Inca Atahualpa e lo imprigionano massacrandone i soldati.
- 1776 - Guerra d'indipendenza americana: mercenari originari dell'Assia strappano Fort Washington ai patrioti
- 1840 - La Nuova Zelanda viene proclamata colonia autonoma dal Nuovo Galles del Sud da parte del suo primo governatore, William Hobson
- 1849 - Una corte russa condanna a morte Fëdor Michajlovič Dostoevskij per attività anti-governative collegate ad un gruppo intellettuale radicale. La sua esecuzione viene cancellata all'ultimo minuto
- 1857 - Soccorso di Lucknow: il maggior numero di Victoria Cross guadagnate in un unico giorno (24)
- 1861 - Spedizione di José Borjes in Italia meridionale: ha inizio l'assedio di Pietragalla.
- 1863 - Guerra di secessione americana: battaglia di Campbell Station nei pressi di Knoxville (Tennessee). Truppe confederate attaccano le forze dell'Unione
- 1885 - Il capo ribelle dei Métis e fondatore della provincia del Manitoba, Louis Riel viene giustiziato in Canada per tradimento
- 1894 - un violento terremoto, con epicentro a Palmi, colpisce la Calabria
- 1907 - Il Territorio indiano e il Territorio dell'Oklahoma diventano l'Oklahoma e vengono ammessi come 46º Stato degli USA
- 1914 - La Federal Reserve degli Stati Uniti inizia l'attività
- 1919 - Italia: si svolgono le elezioni politiche generali per la XXVª legislatura
- 1922 - Benito Mussolini presenta al Parlamento il suo governo tenendo il cosiddetto "Discorso del bivacco"
- 1929 - Viene fondata la Scuderia Ferrari
- 1933 - Stati Uniti ed Unione Sovietica stringono relazioni diplomatiche ufficiali
- 1940
  - Olocausto: nella Polonia occupata i nazisti isolano il Ghetto di Varsavia dal mondo esterno con un muro che lo circonda completamente
  - Seconda guerra mondiale: in risposta alla distruzione tedesca di Coventry, di due giorni prima, la Royal Air Force bombarda Amburgo
- 1943 - Seconda guerra mondiale: bombardieri statunitensi colpiscono una centrale idroelettrica e un impianto per la produzione di acqua pesante a Vermork, nella Norvegia controllata dai tedeschi
- 1945 - Guerra fredda: gli USA importano 88 scienziati tedeschi per lo sviluppo della tecnologia dei missili
- 1965 - Programma Venera: l'Unione Sovietica lancia Venera 3, una sonda spaziale diretta verso Venere. È la prima a raggiungere la superficie di un altro pianeta
- 1973
  - Il presidente statunitense Richard Nixon converte in legge il Trans-Alaska Pipeline Authorization Act, che autorizza la costruzione dell'Alaska Pipeline
  - Programma Skylab: la NASA lancia Skylab 4 con un equipaggio di tre astronauti per una missione di 84 giorni
- 1979 - La prima linea della Metropolitana di Bucarest (Linea M1) viene aperta da Timpuri Noi a Semanatoarea
- 1988
  - Nelle prime elezioni libere in più di un decennio, gli elettori del Pakistan scelgono la candidata populista Benazir Bhutto come primo ministro
  - Il Soviet Supremo della RSS Estone dichiara che l'Estonia è "sovrana" ma si ferma ad un passo dal dichiarare l'indipendenza
  - La seconda linea della Metropolitana di Bucarest, Linea M2, viene aperta da Berceni (I.M.G.B.) a Piata Unirii
- 1990 – Esce nelle sale cinematografiche statunitensi il film Bianca e Bernie nella terra dei canguri, 29º Classico Disney; è il primo film animato Disney sequel di un altro precedente, Le avventure di Bianca e Bernie del 1977
- 1992 - Scoperta del Tesoro di Hoxne
- 1996 - Madre Teresa di Calcutta riceve la cittadinanza onoraria degli USA
- 1997 - Dopo quasi 18 anni di carcerazione, la Repubblica Popolare Cinese rilascia il dissidente Wei Jingsheng, per motivi medici.
- 2000 - Bill Clinton diventa il primo presidente degli Stati Uniti in carica a visitare il Vietnam
- 2001 - Esce nelle sale il primo film di Harry Potter, Harry Potter e la pietra filosofale, diverrà il secondo film nella classifica d'incassi di tutti i tempi
- 2004 - Il Boeing X-43A della NASA stabilisce un nuovo record di velocità per un aereo: 11200 km/h, vicino a Mach 10
- 2011 - Dopo alcuni giorni di consultazioni, presta giuramento il governo presieduto da Mario Monti.

## Nati
Ci sono circa 1 100 voci su persone nate il 16 novembre; vedi la pagina Nati il 16 novembre per un elenco descrittivo o la categoria Nati il 16 novembre per un indice alfabetico.

## Morti
Ci sono circa 490 voci su persone morte il 16 novembre; vedi la pagina Morti il 16 novembre per un elenco descrittivo o la categoria Morti il 16 novembre per un indice alfabetico.

## Feste e ricorrenze

### Civili
- Giornata mondiale del motorismo storico[1]

### Religiose
Cristianesimo:
- Sant'Agnese d'Assisi, vergine
- Santi Agostino e Felicita, martiri
- Sant'Aniano di Asti, vescovo
- Sant'Edmondo di Canterbury, vescovo
- San Giuseppe Moscati, medico e laico
- Santi Elpidio, Marcello, Eustochio e compagni, martiri
- Sant'Eucherio di Lione, vescovo
- San Fidenzio di Padova, terzo vescovo di Padova
- Santa Gertrude di Helfta la Grande, vergine
- Santi Lusore e Leucadio
- Santa Margherita di Scozia, regina e vedova
- Sant'Otmar di San Gallo, abate
- Beato Giuseppe Marxen, sacerdote e martire
- Beato Edoardo Osbaldeston, martire
- Beato Gherardo di Serra de' Conti, monaco camaldolese
- Beato Simeone, abate di Cava